# Беляєв Дмитро Володимирович
Дмитро́ Володи́мирович Беля́єв (нар. 26 травня 1990 — 17 січня 2018) — старший солдат Збройних сил України, учасник російсько-української війни.

## Життєпис
Народився 1990 року в селі Ботієве (Приазовський район, Запорізька область). Створив родину, проживав у своєму селі.
У вересні 2016 року вступив на військову службу за контрактом; старший солдат, старший механік-водій, радіотелефоніст 1-го розрахунку 1-го взводу 2-ї протитанкової артилерійської батареї протитанкового артилерійського дивізіону бригадної артилерійської групи 54 бригади.
17 січня 2018-го загинув вночі у зоні бойових дій внаслідок підриву МТ-ЛБ на вибуховому пристрої під час перевезення особового складу поблизу. Імовірно через сніг машина з'їхала у бік і наскочила на міну. Загинули два члени екіпажу, які перебували всередині — Дмитро Беляєв та старший сержант Сергій Іванов; ще 5 бійців дістали поранення.
Похований 19 січня 2018 року у Ботієвому.
Без Дмитра лишилися мама, брат, дружина і син 2013 р.н.

## Нагороди та вшанування
- Указом Президента України № 98/2018 від 6 квітня 2018 року, «за особисту мужність і самовіддані дії, виявлені у захисті державного суверенітету та територіальної цілісності України, зразкове виконання військового обов'язку», нагороджений орденом «За мужність» III ступеня (посмертно)[1].
- Вшановується в меморіальному комплексі «Зала пам'яті», в щоденному ранковому церемоніалі 17 січня[2][3].